# Karoline Hillesheim
Karoline Hillesheim (* 25. Januar 1974 als Karoline Sprenger) ist eine deutsche Literaturwissenschaftlerin, Professorin der Universität Bamberg und Akademische Rätin der Universität Augsburg.

## Leben
Hillesheim studierte von 1993 bis 1998 Germanistik an der Otto-Friedrich-Universität Bamberg. 2002 promovierte sie in Bamberg bei Heinz Gockel über Jean Pauls Pädagogik. Von 2012 bis 2013 war sie Lehrbeauftragte an der Universität Karlsruhe. 2018 habilitierte sie sich an der Universität Bamberg mit einer Untersuchung zu lyrischen Zyklen des frühen 20. Jahrhunderts mit dem Schwerpunkt auf Bertolt Brechts Hauspostille. Heute ist sie Professorin an der Universität Bamberg und Akademische Rätin der Universität Augsburg.
Seit 2014 ist Karoline Hillesheim ständige Gastprofessorin an der Staatlichen Iwan Franko Universität in Schytomyr, Ukraine, seit 2015 Mitherausgeberin von Ars et scientia, Zeitschrift des Forschungsinstituts „Dramaturgie“ der Staatlichen Iwan Franko Universität. 2015 wurde sie an dieser Universität zum Dr. h. c. ernannt. 2016 hielt sie Vorträge an verschiedenen ukrainischen Universitäten, u. a. an der Nationalen Schewtschenko-Universität in Kiew. 2017 war sie Gastprofessorin an der Schewtschenko-Universität in Kiew. Seit 2019 ist sie Mitherausgeberin des Bulletins der Staatlichen Iwan-Franko-Universität Schytomyr und von Synopsis. Text – Kontext – Medien, Zeitschrift der Staatlichen Borys-Grinchenko-Universität Kiew, seit 2020 Mitherausgeberin des Brecht-Hefts der Staatlichen Iwan Franko Universität Schytomyr.
Sie veröffentlichte zahlreiche Beiträge zu den Forschungsschwerpunkten Jean Paul, Bertolt Brecht und Vermittlung der deutschen Literatur.

## Veröffentlichungen (Auswahl)
- Jean Pauls Pädagogik. Studien zur Levana. Neuried 2002. (Dissertation)
- Lang, Joachim: Neues vom alten Brecht. Manfred Wekwerth im Gespräch, hrsg. von Valentin F. Lang und Karoline Sprenger, Berlin 2010.
- Bertolt Brechts Frühwerk. Erläuterungen und Lehrmaterialien. Zhythomyr 2015.
- Bertolt Brechts Kinderlyrik. Hintergründe, Analysen und didaktische Perspektiven. Würzburg 2019. (2020 erschienen in ukrainischer Übersetzung)
- Bertolt Brechts Hauspostille als Kontrafaktur lyrischer Zyklen des frühen 20. Jahrhunderts. Würzburg 2019. (Habilitationsschrift)
- (mit Reinhard Oldenburg): Brecht-Gedichte im Unterricht. Lese- und Persönlichkeitsförderung durch kulturelles Kapital. Mit empirischen Studien zu literarischen Gesprächen. Würzburg 2021. (Besprechung: Mit Brecht-Gedichten lässt es sich fürs Leben lernen. In: Augsburger Allgemeine Zeitung, 10. Juni 2021)
- (mit Dirk Menzel): Schriftspracherwerb im Kontext digitaler Medien. Heterogenität im Klassenzimmer. Bad Heilbrunn, UTB, 2023.
- Survival-Guide fürs Staatsexamen Grundschulpädagogik. Effektive Vorbereitung und Prüfungsstrategien. Bad Heilbrunn, UTB,  2025.
- „Eine Art Idylle.“ Zur Jean Paul-Rezeption Bertolt Brechts. In: Wirkendes Wort, 60/2010, Heft 3, S. 425–438.
- “Er hob den Kopf nicht wieder ...“ Zur Rezeption von Wilhelm Müllers und Franz Schuberts Die schöne Müllerin in Thomas Manns Erzählung Der kleine Herr Friedemann. In: Wirkendes Wort, 66/2016, Heft 2, S. 227–240.
- Das Oktoberfest als Labor. Ödön von Horváths Kasimir und Karoline (1932) und Mozarts V-Effekte. In: Jahrbuch zur Kultur und Literatur der Weimarer Republik, 18, 2017, S. 187–203.
- Eine Provokation und ihre Folgen. Zum „deutschen Trauerspiel“ Die Plebejer proben den Aufstand von Günter Grass. In: Studia theodisca 24-2017, S. 29–49.
- „Noch sind alles nur Andeutungen.“ Das Fragmentarische in Novalis’ Die Christenheit oder Europa. In: German Life and Letters 2017. 254-267.
- „Klassische“ Lyrik im Deutschunterricht der Grundschule. In: Literatur im Unterricht 18-2018, 1, S. 47–62.
- Romantische Lebensuntüchtigkeit. Zu Donizettis Rezeption von Schuberts schöner Müllerin. In: Musik & Ästhetik 23 - 2019, 4, S. 68–82.
- Subversives in Kleinform. Systemkritik in Brechts Kinderlyrik. In: Bertolt Brecht in Systemkonflikten. Produktion – Rezeption – Wirkung. Hrsg. von Zbigniew Feliszewski, Göttingen 2023, S. 209–228.
- Von einem, der „seine Lehrer nicht fördern“ konnte. Bertolt Brecht in Augsburg und in der Schule heute. In: Wirkendes Wort. 73-2023, Heft 1, S. 81–94.
- Weltferne Lyrik, nur schwer übersetzbar. Rainer Maria Rilke Das Stunden-Buch. In: Translation Landscapes – Internationale Schriften zur Übersetzungswissenschaft, 7-2024. Göttingen, Vandenhoeck & Ruprecht, 2024, S. 385–395.
- Was sind Exilanten? Zu einem bisher vernachlässigten Gedicht-Fragment Bertolt Brechts. In: Exil. Forschung – Erkenntnisse – Ergebnisse 44-2025, S. 102–110.